# Acanthostrongylophora ashmorica
Acanthostrongylophora ashmorica är en svampdjursart som beskrevs av Hooper 1984. Acanthostrongylophora ashmorica ingår i släktet Acanthostrongylophora och familjen Petrosiidae. Inga underarter finns listade i Catalogue of Life.